# Nej til Atomvåben
Nej til Atomvåben (forkortet NTA) var en dansk fredsbevægelse som blev oprettet i januar 1980 i Aarhus, som en dansk afdeling til European Nuclear Disarmament. Bevægelsens hovedmål var at der ikke skulle være atomvåben på dansk jord, og at de atomvåben som allerede fandtes ude i verden skulle destrueres. Bevægelsen modtog i 1981 PH-prisen.
Blandt stifterne var blandt andre Jørgen Dragsdahl og Poul Villaume.
Bevægelsen blev opløst i 1991, da der ikke kunne opnås enighed om en holdning til Golfkrigen.